# Елванген (Јагст)
Елванген (Јагст) (њем. Ellwangen (Jagst)) град је у њемачкој савезној држави Баден-Виртемберг. Једно је од 42 општинска средишта округа Осталб. Према процјени из 2010. у граду је живјело 24.772 становника. Посједује регионалну шифру (AGS) 8136019.

## Географски и демографски подаци
Елванген се налази у савезној држави Баден-Виртемберг у округу Осталб. Град се налази на надморској висини од 440 метара. Површина општине износи 127,4 km². У самом граду је, према процјени из 2010. године, живјело 24.772 становника. Просјечна густина становништва износи 194 становника/km².

## Међународна сарадња
| Мјесто       | Држава    | Врста сарадње | Од    |
| ------------ | --------- | ------------- | ----- |
| Абијатеграсо | Италија   | партнерство   | 1991. |
|              | Француска | партнерство   | 1964. |
| Извор        |           |               |       |